# Tout pour la musique (chanson)
Tout pour la musique est une chanson sortie en 1981 interprétée par France Gall.

## Contexte
Tout pour la musique est un des 9 titres de l'opus Tout pour la Musique, 4eme album studio produit par Michel Berger pour France Gall.
Il est écrit avec Résiste en deux jours dans un garage de Rueil-Malmaison.

## 45 tours (single)
Un premier 45 tours promotionnel paraît en novembre 1981 avec les extraits Tout pour la musique et La fille de Shannon.
Mais, le sommet populaire de l'album est atteint lors de la commercialisation du 45 tours contenant les extraits Tout pour la musique et Résiste,.

## Interprétations[4]
France Gall vient interpréter Tout pour la musique sur de nombreux plateaux télé aux cours de nombreuses années.
Charlélie Couture, Daniel Balavoine, Michel Berger, Lio et Alain Chamfort viendront chanter le morceau aux côtés de la chanteuse dans l’émission Formule 1 en 1984.
Le spectacle Tout pour la musique est représenté en 1982 au Palais des sports de Paris.